# ديلبرت لي سكوت
ديلبرت لي سكوت هو سياسي أمريكي، ولد في 9 سبتمبر 1949. انتخب عضو مجلس ولاية ميزوري ‏ وانتخب عضو مجلس نواب ولاية ميزوري ‏.